# Скотсберг (Индиана)
Скотсберг (англ. Scottsburg) — город и административный центр округа Скотт в штате Индиана в Соединённых Штатах Америки.
Согласно данным переписи населения США 2020 года число жителей города 
составляло 7345 человек, что, для такого небольшого населённого пункта, существенно больше, чем было во время предыдущей переписи проводившейся в 2010 году (6747 человек).

## История
Скоттсберг был основан в 1871 году. Поскольку образованный в 1820 году округ Скотт получил своё название в честь американского военного деятеля и 4-го губернатора Кентукки Чарльза Скотта, то логично было бы предположить, что и столица округа названа в его честь, но это не так; город был назван в честь местного железнодорожного чиновника Горация Скотта.
Несколько архитектурных объектов города включены в Национальный реестр исторических мест США.

## География
Согласно данным Бюро переписи населения США, Скоттсберг имеет общую площадь 5,069 квадратных миль (13,13 км2), из которых 5,05 квадратных миль (13,08 км2 или 99,63%) — это суша и 0,019 квадратных миль (0,05 км2 или 0,37%) — водная поверхность.

## Климат
Климат в этой области характеризуется жарким влажным летом и холодной зимой Среднего Запада. Согласно системе классификации климата Кёппена, Скоттсберг имеет влажный субтропический климат, сокращенно обозначаемый аббревиатурой «Cfa» на климатических картах.